# Olivier Opdebeeck
Olivier Opdebeeck est un chef d’orchestre, chef de chœur et musicologue belge, né en 1956 et vivant en France. Il a consacré sa carrière principalement au milieu choral, notamment celui des chœurs d'enfants. Il a fondé la Maîtrise d'Argenteuil et dirigé la Maîtrise de Caen, pendant plus de vingt ans.
Il est directeur de l’ensemble vocal Cori Spezzati, spécialisé dans la musique vénitienne, et a participé à de nombreuses productions d’opéras et de concerts avec divers ensembles. Il a également été journaliste spécialisé dans le chant choral pour le magazine Diapason.

## Biographie
Formé à Bruxelles puis à Paris, où il intègre le Centre d'art polyphonique, il complète son apprentissage par des stages estivaux à la Fondation Kurt Thomas de La Haye, aux Pays-Bas. C'est là qu'il acquiert les compétences pour diriger un chœur.
En 1984 il s'installe à Paris où il travaille au Centre d'Art Polyphonique et Choral de Paris comme délégué général auprès du directeur Stéphane Caillat. Il occupe ensuite différents postes : directeur musical au Cours Florent, chef de chœur à Argenteuil où il dirige la Chorale Vittoria et fonde la Maîtrise, et critique musical pour le magazine Diapason. En 1987, il fonde l’ensemble vocal Parisien Cori Spezzati, consacré à la musique vénitienne de la Renaissance et de l'époque baroque.
En 2003, il est engagé à Caen pour succéder à Robert Weddle comme directeur musical de la Maîtrise de Caen, qu'il quitte en juin 2024. La maîtrise se produit dans une vingtaine d'auditions par an à l'église Notre-Dame-de-la-Gloriette de Caen et réalise de nombreuses productions dans le cadre de la saison du Théâtre de Caen.

## Discographie

### DVD
- Giacomo Meyerbeer Dinorah, ou le Pardon de Ploërmel Isabelle Philippe, Armand Arapian, Cori Spezzati, Orchestre Faioloni Budapest, Théâtre impérial de Compiègne, Cascavelle, 2003
- André Modeste Grétry Pierre le Grand Anne-Sophie Schmitt, Christophe Einhorn, Philippe Le Chevallier, Théâtre Impérial de Compiègne, Cascavelle, 2002

### CD
- Giovanni Pierluigi da Palestrina Musiques pour la semaine sainte Cori Spezzati, Hervé Lamy, Jade, 1995
- Roland de Lassus Lectiones ex Propheta Job Cori Spezzati, Hervé Lamy, Chamade, 1998
- Benoît Mernier Missa Christi Regis Gentium Choeur de Chambre de Namur, Xavier Deprez (orgue) Cyprès, 2001, Prix Caecilia
- Marc-Antoine Charpentier Messe à 4 choeurs Chantres de la Chapelle de Versailles, Atelier choral des Yvelines ADIAM 78, 2001
- Giovanni Legrenzi Vesperæ opus 1, Sonates, Hymne Brigitte Pelote, Vincent Darras, Hervé Lamy, Bertrand Bontoux, Cori Spezzati, Pierre Verany, 2003
- Alexandre Guilmant Messe Solennelle Marie-Ange Leurent, Cori Spezzati, Triton, 2006
- Éric Tanguy Prière Maîtrise de Caen Transart, 2007 Choc du Monde de la Musique[3]
- Cori Spezzati en concert Œuvres de Monteverdi, Croce, Lotti, Schütz… Enregistrement Petit Label, 2008
- Wolfgang Amadeus Mozart  Weisenhausmesse Maîtrise de Caen, les Musiciens du Paradis Robert Getchell, Alain Buet, Klarthe 2012
- Franck Villard Officium, Répons de la Semaine Sante, Christus Factus est Denis Comtet, Cori Spezzati, Klarthe; 2019

## Productions
- 2008 : Il Sant’Alessio de Stefano Landi, Les Arts Florissants, William Christie : préparation des choeurs[4].
- 2012 : Vénus et Adonis de John Blow, Bertrand Cuiller : préparation des choeurs[5].
- 2015 : Brundibár de Adolf Hoffmeister, Théâtre de Caen : direction[2].
- 2017 : La Flûte enchantée de Wolfgang Amadeus Mozart Les Talens Lyriques Christophe Rousset : préparation des solistes enfants.
- 2021 : J’entends des voix de Damien Lehman : direction. Diffusion sur France 3 Normandie, le 26 août 2021[6].
- 2023 : Celui qui dit oui, celui qui dit non de Bertolt Brecht et Martin Matalon : direction[7].
- 2024 : O Future de Thierry Pécou, avec le San Francisco Girls Chorus (en) : direction[8].